# Molekulární mimikry

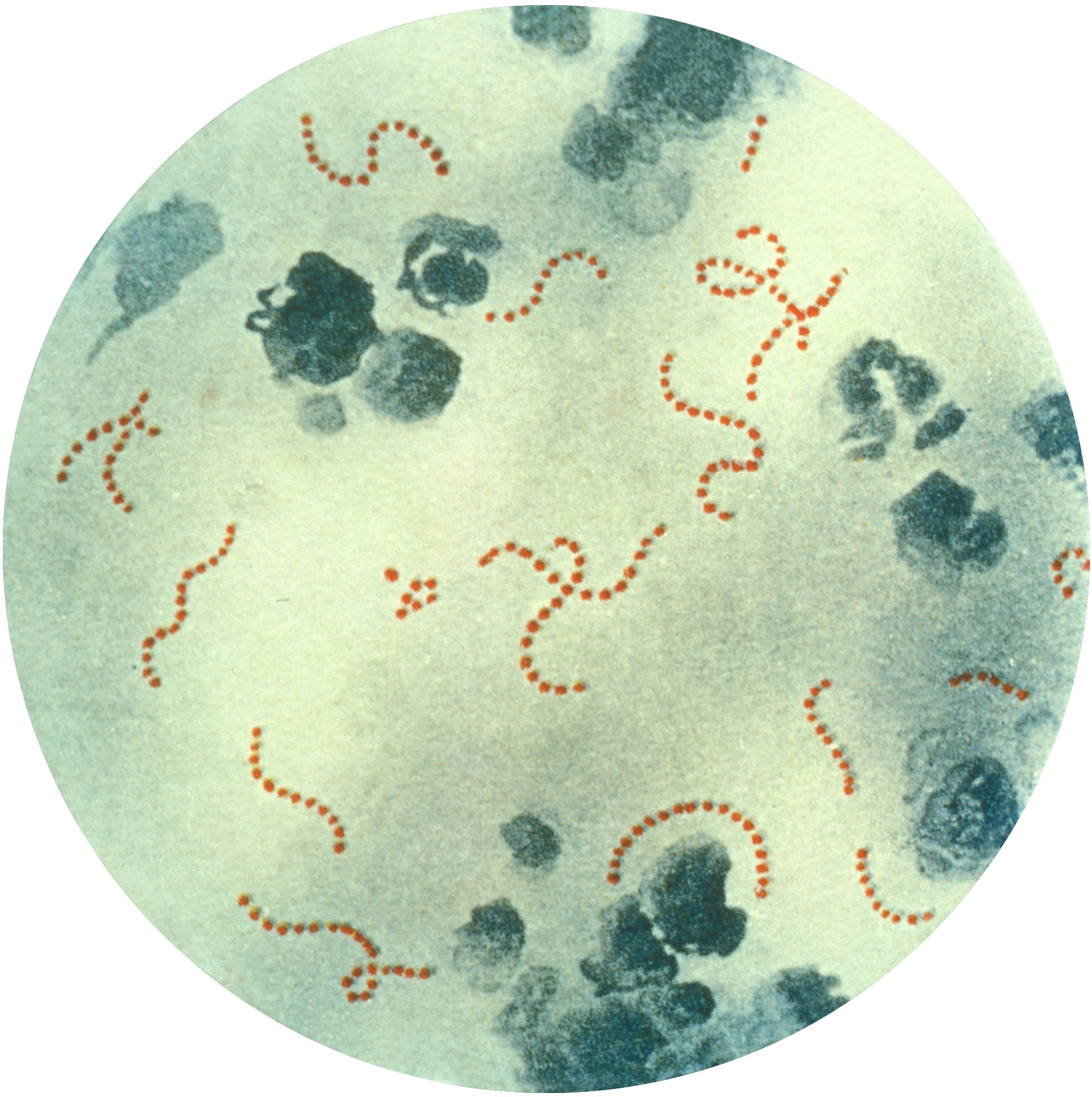
„Řetízky“ Streptococcus pyogenes, bakterie schopné molekulárních mimikry; jeho M proteiny připomínají v některých částech myosin nebo různé molekuly v synovii a chrupavce

Molekulární mimikry či také antigenní mimikry je napodobování nějaké molekuly jinou molekulou. To se může stát náhodou, ale mnohdy dochází k tomuto jevu u molekul některých parazitů, kteří tak napodobují molekuly svého hostitele a unikají tím jeho imunitní obraně.
Ze známých parazitů je molekulárního mimikry schopno Plasmodium (původce malárie), Trypanosoma (původce např. spavé nemoci) a schistozomy (motolice působící schistozomózu). Obvykle napodobují cukerné zbytky či bílkoviny hostitele. V lidském těle však zřejmě může dojít kvůli takové infekci ke vzniku autoimunitního onemocnění. Při silné infekci parazitem, který nese na svém povrchu antigen podobný nějaké molekule hostitele, je vyprovokován adaptivní imunitní systém. Aktivují se i autoreaktivní naivní či anergní lymfocyty, které by jinak do imunitní obrany vůbec nezasáhly. To je případ revmatické horečky, která může následovat po infekci Streptococcus pyogenes, nebo lymské artritidy, která může následovat po infekci Borrelia burgdorferi.